# Masahisa Takenaka
Masahisa Takenaka (jap. 竹中 正久, Takenaka Masahisa; * 30. November 1933 in Mikunino (heute: Himeji), Präfektur Hyōgo; † 27. Januar 1985) war der vierte Bandenchef (Kumichō) der heute größten Yakuza-Gruppe Yamaguchi-gumi.

## Leben
Sein Vater starb, als Takenaka 12 Jahre alt war. Takenaka besuchte die Rojō Mittelschule in Himeji, die er vorzeitig verließ. Nach vielen Verhaftungen wegen verschiedener Straftaten, unter anderem wegen Körperverletzung, gründete er im August 1960 die Takenaka-gumi. Takenaka unterhielt ein blutsbrüderliches Verhältnis zu Uno Shōzō, der zur Yakuza-Gruppe Yamaguchi-gumi gehörte und der ihn dort auch empfahl, so dass Takenaka 1961 dem dritten Bandenchef der Yamaguchi-gumi, Taoka Kazuo, unterstellt wurde.
Takenaka gehörte nach dem Tod des bisherigen Bandenchefs von Yamaguchi-gumi, Taoka Kazuo, dem achtköpfigen Gremium an, das sich unter Leitung von Taokas Witwe Fumiko temporär um die Führung der Organisation kümmerte, bis Taokas bisheriger Stellvertreter, Ken’ichi Yamamoto, aus dem Gefängnis entlassen werden würde. Als Yamamoto jedoch im Februar 1982 noch vor seiner Entlassung starb, zeichnete sich ab, dass der nächste Bandenchef aus den Reihen des Gremiums kommen würde. In dem darauf folgenden Findungsprozess konnte sich Takenaka, der das Vertrauen von Taokas Familie genoss und von Fumiko favorisiert wurde, als einer der beiden letzten Kandidaten positionieren. Sein Konkurrent war Hiroshi Yamamoto, ein Vertrauter des verstorbenen Ken’ichi Yamamoto. Takenaka gewann die Wahl zum neuen Bandenchef und übernahm 1984 die Führung von Yamaguchi-gumi. Der unterlegene Yamamoto erkannte Takenakas Sieg jedoch nicht an und sagte sich mit anderen Gleichgesinnten von Yamaguchi-gumi los und gründete im Juni 1984 die Yakuza-Gruppe Ichiwa-kai.
Als sich abzeichnete, dass Ichiwa-kai gegen Yamaguchi-gumi nicht bestehen können würde, kam es am Abend des 26. Januars 1985 zu einem Attentat auf Takenaka. Mindestens vier Mitglieder von Ichiwa-kai erschossen Takenaka und seine zwei Begleiter in dem in Ōsaka gelegenen Haus von Takenakas Geliebten. Seine Begleiter starben sofort. Takenaka selbst wurde von drei Kugeln in Bauch und Brust getroffen. Schwerverletzt gelang es ihm, mit seinem Wagen in sein nahe gelegenes Büro zu fliehen. Eine im Krankenhaus durchgeführte Notoperation blieb erfolglos. Sein Tod führte zum „Yama-Ichi-Krieg“ (山一戦争, Yama-Ichi Sensō), dem schlimmsten Bandenkrieg in der japanischen Nachkriegsgeschichte, in dessen Verlauf es zu mehr als 300 Schießereien kam und 25 Menschen starben.
Mehr als 1000 Yakuza nahmen an seiner Beerdigung teil, die landesweit im Fernsehen übertragen wurde. Bereits im Februar 1985 wurde Kazuo Nakanishi zum neuen Anführer von Yamaguchi-gumi bestimmt. Er trug jedoch nicht den Titel Kumichō.